# Tetrafenilporfirin
Tetrafenilporfirin, skraćeno TPP ili H2TPP, je sintetičlo heterociklično jedinjenje koje podseća na prirodne molekule porfirine. Porfirini su boje i kofaktori prisutni u hemoglobinu i citohromima. Oni su srodni sa hlorofilom i vitaminom B12. Izučavanja prorodnih porfirina su komplikovana njihovim niskim stepenom simetrije i prisustvom polarnih supstituenata. Tetrafenilporfirin je hidrofoban, simetrično supstituisan molekul, koji se lako sintetiše. Ovo jedinjenje je tamno ljubičasa čvrsta materija koja se rastvara u nepolarnim organskim rastvaračima kao što su hloroform i benzen.

## Sinteza i struktura
Tetrafenilporfirin je prvi sintetisao Rotemund 1935. godine, putem reakcije benzaldehida i pirola u zatvorenom sudu na 150°C takom 24 h. Adler i Longo su modifikovali Rotemundov metod tako što su dozvolili benzaldehidu i pirolu da reaguju tokom 30 min u refluksirajućoj propionskoj kiselini (141°C) u otvorenoj posudi:
8 C4H4NH  +  8 C6H5CHO  + 3 O2   →  2 (C6H5C)4(C4H2N)2(C4H2NH)2  +  14 H2O
Uprkos niskih prinosa, sinteza H2TPP se često izvodi u univerzitetskim nastavnim lagoratorijama.
Konjugovana baza porfirina, TPP2−, pripada grupi simetrije D4h, dok je njen hidrogenisani pandan H2(TPP) u D2h grupi. Za razliku od prirodnih porfirina, H2TPP je supstituisan na oksidativno senzitivnim "mezo" ugljeničnim pozicijama, i stoga se jedinjenej ponekad naziva mezo-tetrafenilporfirin. Jedan drugi sintetički porfirin, oktaetilporfirin (H2OEP) ima biomemetički supstitucioni patern. Mnogi derivati TPP i OEP su poznati, uključujući one koji su pripremljeni iz supstituisanih benzaldehida. Jedan od privih funkcionalnih analoga mioglobina je bio fero derivat "porfirina drvene ograde" koji je strukturno srodan sa Fe(TPP), i koji je formiran putem kondenzacije 2-nitrobenzaldehida i pirola.
Poznato je da su sulfonisani TPP derivati rastvorni u vodi, npr. tetrafenilporfin sulfonat:
4 SO3  + (C6H5C)4(C4H2N)2(C4H2NH)2   →   (HO3SC6H4C)4(C4H2N)2(C4H2NH)2  +  4 H2O

## Kompleksi
Smatra se da se kompleksacija odvija putem konverzije H2TPP do TPP2−, sa četvorostranom simetrijom. Proces umetanja metala se odvija u četiri koraka, a ne preko dianjona. Rezultirajući kompleksi su simetričani sa jednostavnim NMR ili EPR spektrima. Na primer, Cu(TPP) ima D4h simetriju. Korespondirajući kompleksi gvožđa su kompleksiniji usled varijabilnih oksidacionih stanja i koordinacionih brojeva. Dobro izučeni derivati obuhvataju feri jedinjenja, npr. Fe(TPP)Cl i oksid [Fe(TPP)]2O, i fero jedinjenja, npr. Fe(TPP)CO(L) (L = imidazol, piridin).

## Optička svojstva
Tetraphenylporphyrin has a strong absorption band with maximum at 419 nm (so called Soret band) and four weak bands with maxima at 515, 550, 593 and 649 nm (so called Q-bands). It shows red fluorescence with maxima at 649 and 717 nm. The quantum yield is 11%.

## Primene
H2TPP je fotosenzibilizator za produkciju singletnog kiseonika. Njegovi molekuli imaju potencijalne primene u jednomolekulnoj elektronici, pošto se oni ponašaju poput dioda koje se mogu menjati za svaki pojedinačni molekul.